# Fruholmen fyr
Fruholmen fyr ist der nördlichste Leuchtturm der Welt. Er befindet sich auf der Schäre Fruholmen nordwestlich der Insel Ingøy, in der norwegischen Kommune Måsøy im Fylke Finnmark.

## Geschichte
Seit den 1850er Jahren äußerten Küstenschiffer den Wunsch nach einem Leuchtturm auf Fruholmen, um die für den Pomorenhandel wichtige Handelsroute nach Archangelsk zu sichern. 1863 bewilligte der Stortinget schließlich den Bau.
Der ursprüngliche Leuchtturm wurde zwischen 1864 und 1866 aus Gusseisen errichtet und am 25. August 1866 erstmals in Gebrauch genommen. Der Turm war 33 Meter hoch. Zuerst wurde das Leuchtfeuer mit Fettöl betrieben, dann ab etwa 1875 mit Paraffin. Einen Telefonanschluss erhielt der Leuchtturm 1931. Fruholmen fyr war der einzige Leuchtturm in Finnmark, der während der deutschen Besatzungszeit im Zweiten Weltkrieg nicht von den Deutschen okkupiert war. Im November 1944 wurde die damalige Betreiberfamilie gezwungen, den Leuchtturm zu evakuieren, der Leuchtturm wurde bombardiert und dem Erdboden gleichgemacht.
Ein neuer Leuchtturm aus Stahlbeton entstand nach dem Krieg. Dieser wurde 1949 in Betrieb genommen. Das neue Leuchtfeuer wurde mit Strom aus Dieselaggregaten betrieben. 1963 wurde ein Stromkabel von der Insel Ingøy zum Leuchtturm verlegt, ein Jahr darauf ein Funkfeuer installiert. 1973 wurde der Familienbetrieb des Turmes abgewickelt und ein Wechselbetrieb mit zwei Diensthabenden eingerichtet. Im Jahre 2006 wurde der Leuchtturm automatisiert und ist seither unbemannt.